# Ramón Maradiaga
Ramón Enrique Maradiaga Chávez (Amapala, 30 ottobre 1954) è un allenatore di calcio ed ex calciatore honduregno, di ruolo centrocampista, tecnico del Real España.

## Carriera

### Giocatore
Soprannominato "El Primitivo" per via del suo caratteristico aspetto, durante la sua carriera di giocatore ha girato diverse squadre, partecipando con la Nazionale di calcio honduregna nel ruolo di capitano al campionato del mondo 1982.

### Allenatore
Ha allenato il Club Deportivo Motagua prima di essere chiamato ad allenare la sua Nazionale, portandola al terzo posto nella Copa América 2001. Ha guidato il Guatemala durante la CONCACAF Gold Cup 2005, poi nel 2006 ha ripreso nuovamente le redini del Motagua, salvo ritornare nel 2008 ad allenare la Nazionale guatemalteca.
Nel 2009 passa al Real España, dove resta fino al 2010, quando rientra ancora una volta nello staff tecnico del Motagua.

## Palmarès

### Giocatore

#### Competizioni nazionali
- Campionato honduregno: 1

Motagua: 1978-1979

### Allenatore

#### Competizioni nazionali
- Campionato honduregno: 4

Motagua: 1997-1998, 1997-1998 Clausura, 2006-2007 Apertura, 2010-2011 Clausura